# 原憲彦
原 憲彦（はら のりひこ、1947年3月21日 - 2015年12月1日 ）は、日本の元ラーメン店経営者。
東京都文京区生まれ。1989年から2010年1月31日まで、東京都文京区千駄木で「ラーメン彦龍」（ラーメンひこりゅう）の店主を務め、「日本一まずいラーメン屋」としてテレビなどのマスメディアに紹介された。愛称は「彦龍の憲彦さん」。趣味はパチンコ、遊園地で遊ぶ事。ヘビースモーカーで、営業時間中にもかかわらず喫煙している様子が多く見られた。

## 略歴

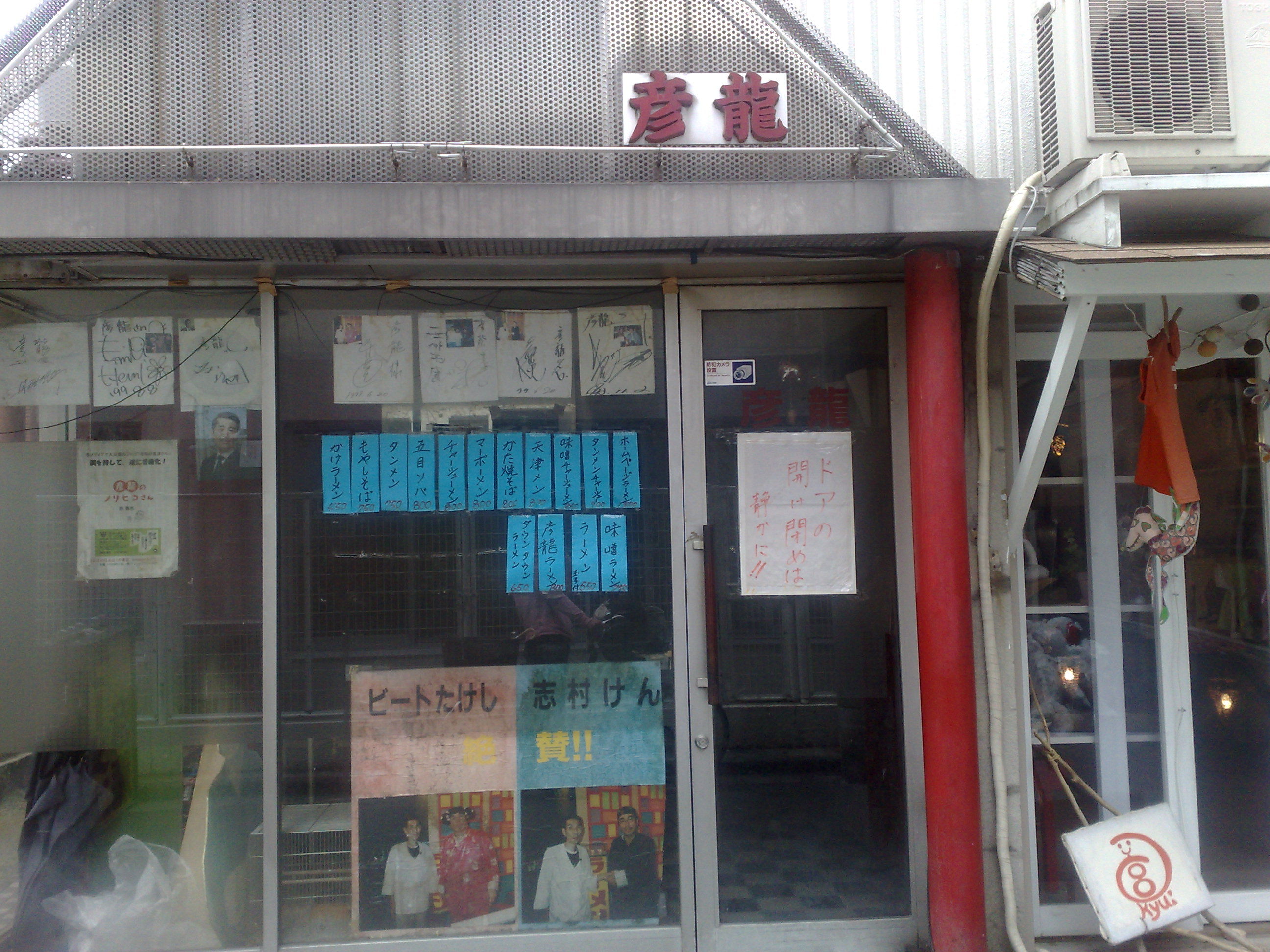
ラーメン彦龍 2009年4月撮影

奇抜な人柄とラーメンの味から、『ダウンタウンのごっつええ感じ』や『神出鬼没!タケシムケン』など、多数のバラエティ番組でも取り上げられた。来店した有名芸能人とのツーショット写真も数多く存在し、店内に飾られていた。
ラーメンの味は『タケシムケン』に出演した際、司会のビートたけしに「流しにキムチを捨てたみたいな感じだな」と評されており、後述のピョコタン執筆による漫画では「ピョコタンと共に食した出版社の社員が翌日、全員（食あたりを起こして）会社を休んだ」というエピソードが紹介されたことがあるほど、最早料理と言うのもおこがましいまでの強烈な不味さであったという。そのあまりの不味さから、二度とラーメンを食べられなくなるほどのトラウマに陥った人もいたとされる。
しかも、調理場の衛生管理や食材の管理（ほぼすべての食材を常温保存していた）、調理までもがことごとく適当（「ガス代がもったいねぇ」とスープをほとんど煮込まない、餃子を強火で焦がしただけなど）で、後述のブログにもそういった様子をたびたび掲載しており、「どうして保健所や役所が動かなかったんだ？」と不思議がる人もいたという。
2009年春、体力の衰えから2010年を目処に引退を決意。同時に後継者を募ったが応募がなかったため、同年11月に引退会見を開き正式に閉店を発表した。引退発表と引退会見はともに『ゲームラボ』（三才ブックス）連載の『ピョコタンのマンガレポート』で公開された。なお、店舗は2010年1月31日をもって閉店した。
引退後自身が経営していた店舗は全て引き払い、晩年の数年間はほぼ毎日行きつけの西日暮里のパチンコ店で趣味であるパチンコに興じるかたわら、ピョコタンとともにニコニコ生放送上において自らの番組ヒコラジをスタート。ファンとの交流”イメント”も毎年数回開催されていた。また、Twitter、Facebookも始め新たな境地を切り開いていた（管理は原の知人が務めていた）。
「2015年8月15日午前9時、自宅内で心肺停止の状態で倒れているところが発見され、病院に搬送されるも死亡が確認された。死因はタバコの吸いすぎによる心筋梗塞であった」という噂が拡散。その後に生放送に出演し死亡はデマと発覚し、原憲彦のTwitterでは同年8月16日に自身の死亡説を否定している。同様のデマは2014年9月にも拡散されていた。
公式Twitterによると、同アカウントの管理人が2015年11月30日頃から連絡が取れないことを心配し、同12月3日に自宅へ行ったところ、既に死亡していたことが同アカウントにて明らかにされた。発見日が同日であることから「12月3日死去」とツイートされているが、12月7日にピョコタンによって行われたニコ生によると、原の死去は12月1日（時刻不明）であることが改めて報告された。68歳没。告別式は行われず、喪主は原の知人が務めている。

## 人物
7人兄弟の次男として東京都文京区に生まれ、父親は警察官をしていた。
中学校卒業後、何もせずブラブラする生活を続けていて、母親から働けと言われ16歳頃から40代前半頃まで数十年間ラーメン屋等でアルバイトを続けた後、1989年、42歳の時に「ラーメン彦龍」を開店。
「ラーメン彦龍」は開店以来アルバイト等は一切雇わず、原が単独で切り盛りしていた。
来店客がラーメンを「まずい」と発言すると、自分の料理の不味さを棚に上げて怒っていたという。後述のブログの質問コーナーで「美味いラーメン屋を教えて下さい」の質問に対し、原は「てめぇ！ぶっ殺してやるから、彦龍に来いコノヤロー！」というとんでもない回答をしたことがある。
堂本剛を殊の他嫌っていた。彼がキングコングと一緒に来店した際、写真を拒否するどころか金を払ったら振り向きもせずに店を出て行ったことに怒り、「ふざけんなよ、あのカス野郎!今度会ったらぶん殴ってやるよ!」と怒り心頭だったという（キングコングはサインを書いていった）。 
先述の通り、死亡するまで筋金入りのヘビースモーカーで、営業時間中にもかかわらず客の前でも喫煙する程であった。

### ピョコタンとの関係
店の常連である漫画家ピョコタンの『ゲームラボ』連載作品『ピョコタンのマンガレポート』に不定期で登場していた。
作品内では何度もその奇抜な性格が紹介されており、ラーメンのイベントで無料配布されていた試作品スープを「店で使う」と言って大量に持ち帰ったり、店を放置してパチンコ店や遊園地で丸一日潰し、しかも一人で遊具に乗っていたこともある。
また、ピョコタンがWeb連載しているFLASHムービーによる漫画作品『西日暮里ブルース』のDVDソフトを店内で販売していた。
2010年1月31日、ニコニコ動画内のニコニコ生放送において「ラーメン彦龍」の最後の営業時の店内の様子をピョコタンが主体となって中継した。なお、この中継ではマスメディアからの取材を受ける原の様子も放送された。

### ブログ活動
2006年7月5日、原と長年の付き合いがあるという人物（ハンドルネーム：枝垣、後述書籍での名義：空条 海苔助〔くうじょう のりすけ〕。以下、空条）により、公式ブログ『彦龍の憲彦さん』が開設された。
ブログでも歯に衣を着せぬ言動で、芸能人などの振る舞いなどについても散々な批判をするなどしていた。そのあまりの放言ぶりの結果、放火をほのめかす脅迫を受け、ブログ管理人の空条が警察に被害届を提出したが、警察も事の経緯を知るや「起こるべくして起こったのではないか」と呆れて却下。空条は警察の対応に憤慨したという｡
質問も受け付けており、原からの回答を部分抜粋という形で掲載している。回答については、誇張は一切していないとしている。
2007年3月14日には、ブログをまとめた本が『彦龍のノリヒコさん』としてアメーバブックスから発売された（著者：原憲彦、空条海苔助。書籍コード：ISBN 4344990528）。

## 出演番組

### テレビ
- ダウンタウンのごっつええ感じ（1993年11月14日、11月21日、フジテレビ）
- 神出鬼没タケシムケン（1999年テレビ朝日）※「まず〜いラーメン選手権」コーナーに出演。
- アッコにおまかせ!（2001年TBS）
- AKBINGO!（2009年2月25日、日本テレビ）
- お願い!ランキング（2009年10月5日、テレビ朝日）

### ラジオ
- さくらのブロラジ（2007年3月20日ラジオ関西放送分、同番組ブログ同年3月22日配信分）※空条とともにゲスト出演。 - 外部リンク（番組ブログ2007年3月22日更新分）

### インターネット配信
- ヒコラジ、

暗黒放送（ゲスト出演）※いずれもニコニコ生放送

## 著書
- 『彦龍のノリヒコさん』原憲彦・空条海苔助、アメーバブックス、2007年3月発行